# Zlata bula (1222)
Zlata bula madžarskega kralja Andreja II. je listina iz leta 1222, ki določa osnovne pravice in privilegije madžarskega in hrvaškega plemstva ter omejuje kraljevo moč; plemstvu izrecno dovoljuje nepokorščino, kadar kralj ne spoštuje določil listine.
Spori med člani kraljeve družine, med kraljem in madžarskim visokim plemstvom ter lahkomiselno podeljevanje ozemelj visokemu plemstvu so slabili moč madžarskega kralja in manjšali njegove dohodke, tako da je bil kralj Andrej II. leta 1222 prisiljen izdati zlato bulo, ki je odtlej določala (s spremembami do leta 1848) njihove medsebojne odnose. Listina obsega 31 členov, ki potrjujejo stanovom stare pravice in jim podeljujejo nove. 
Zlata bula kralju nalaga dolžnost, da vsako leto skliče državni zbor; prepoveduje mu zapiranje plemičev brez pravičnega sojenja pred palatinom (uradnikom, ki opravlja kraljeve posle ob njegovi odsotnosti); plemstvo in duhovščino osvobaja davkov; plemiče odvezuje obveznega sodelovanja na kraljevih vojaških pohodih v tujino brez plačila; tujcem ne dovoljuje posedovanja zemlje; judom in muslimanom ne dovoljuje opravljanja javnih služb (zadnja določba je bila dodana leta 1231); listina povečuje oblast plemstva na nivoju deželne uprave.
Plemiči in škofje so dobili pravico upreti se (facultas resistendi et contradicendi) v primerih, ko so kralj in njegovi nasledniki kršili določila zlate bule, ne da bi bili s tem podvrženi kaznovanju zaradi izdaje.
Po letu 1222 so morali madžarski kralji ob nastopu priseči, da bodo spoštovali zlato bulo.
Ohranjen je en izvod listine iz leta 1318; nahaja se v arhivu knežje škofije v Esztergomu